# Liste der Kulturdenkmale in Berlin-Gesundbrunnen

Lage von Gesundbrunnen in Berlin

In der Liste der Kulturdenkmale von Gesundbrunnen sind die Kulturdenkmale des Berliner Ortsteils Gesundbrunnen im Bezirk Mitte aufgeführt.

## Denkmalbereiche (Ensembles)
| Nr.      | Lage | Offizielle Bezeichnung | Bestandteile / Beschreibung | Bild                                |
| -------- | --- | --- | --- | ----------------------------------- |
| 09030159 | Badstraße 28–51 Buttmannstraße 1–1A, 4, 13, 15, 16, 21 Gropiusstraße 7 Osloer Straße 102 Pankstraße 53–56 Prinzenallee 82, 83, 86–88, 90 (Lage) | Zentrum Gesundbrunnen Gesamtanlage siehe: Badstraße 41A Baudenkmale siehe: Badstraße 33, 35, 36..., 38, 40, 41..., 40A, 45–46, 50, 51, Straßenbrunnen Osloer Straße 102 Prinzenallee 83 | Weitere Bestandteile des Ensembles:                                                                                              | Weitere Bestandteile des Ensembles: |
| 09030159 | Badstraße 28–51 Buttmannstraße 1–1A, 4, 13, 15, 16, 21 Gropiusstraße 7 Osloer Straße 102 Pankstraße 53–56 Prinzenallee 82, 83, 86–88, 90 (Lage) | Zentrum Gesundbrunnen Gesamtanlage siehe: Badstraße 41A Baudenkmale siehe: Badstraße 33, 35, 36..., 38, 40, 41..., 40A, 45–46, 50, 51, Straßenbrunnen Osloer Straße 102 Prinzenallee 83 | 09030161 – Badstraße 28, Mietshaus, 1899–1900 von H. Eicke                                                                       |                                     |
| 09030159 | Badstraße 28–51 Buttmannstraße 1–1A, 4, 13, 15, 16, 21 Gropiusstraße 7 Osloer Straße 102 Pankstraße 53–56 Prinzenallee 82, 83, 86–88, 90 (Lage) | Zentrum Gesundbrunnen Gesamtanlage siehe: Badstraße 41A Baudenkmale siehe: Badstraße 33, 35, 36..., 38, 40, 41..., 40A, 45–46, 50, 51, Straßenbrunnen Osloer Straße 102 Prinzenallee 83 | 09030162 – Badstraße 29, Mietshaus, 1862 von J. G. Philipp und G. Meyer                                                          |                                     |
| 09030159 | Badstraße 28–51 Buttmannstraße 1–1A, 4, 13, 15, 16, 21 Gropiusstraße 7 Osloer Straße 102 Pankstraße 53–56 Prinzenallee 82, 83, 86–88, 90 (Lage) | Zentrum Gesundbrunnen Gesamtanlage siehe: Badstraße 41A Baudenkmale siehe: Badstraße 33, 35, 36..., 38, 40, 41..., 40A, 45–46, 50, 51, Straßenbrunnen Osloer Straße 102 Prinzenallee 83 | 09030163 – Badstraße 30, Mietshaus, 1913 von Otto Besse                                                                          |                                     |
| 09030159 | Badstraße 28–51 Buttmannstraße 1–1A, 4, 13, 15, 16, 21 Gropiusstraße 7 Osloer Straße 102 Pankstraße 53–56 Prinzenallee 82, 83, 86–88, 90 (Lage) | Zentrum Gesundbrunnen Gesamtanlage siehe: Badstraße 41A Baudenkmale siehe: Badstraße 33, 35, 36..., 38, 40, 41..., 40A, 45–46, 50, 51, Straßenbrunnen Osloer Straße 102 Prinzenallee 83 | 09030164 – Badstraße 31, Mietshaus, 1884 von Carl Galuschki                                                                      |                                     |
| 09030159 | Badstraße 28–51 Buttmannstraße 1–1A, 4, 13, 15, 16, 21 Gropiusstraße 7 Osloer Straße 102 Pankstraße 53–56 Prinzenallee 82, 83, 86–88, 90 (Lage) | Zentrum Gesundbrunnen Gesamtanlage siehe: Badstraße 41A Baudenkmale siehe: Badstraße 33, 35, 36..., 38, 40, 41..., 40A, 45–46, 50, 51, Straßenbrunnen Osloer Straße 102 Prinzenallee 83 | 09030167 – Badstraße 33A, Mietshaus, 1886 von H. Eicke                                                                           | Badstraße 33–33A                    |
| 09030159 | Badstraße 28–51 Buttmannstraße 1–1A, 4, 13, 15, 16, 21 Gropiusstraße 7 Osloer Straße 102 Pankstraße 53–56 Prinzenallee 82, 83, 86–88, 90 (Lage) | Zentrum Gesundbrunnen Gesamtanlage siehe: Badstraße 41A Baudenkmale siehe: Badstraße 33, 35, 36..., 38, 40, 41..., 40A, 45–46, 50, 51, Straßenbrunnen Osloer Straße 102 Prinzenallee 83 | 09030168 – Badstraße 34, Mietshaus, 1875 von C. Krüger                                                                           |                                     |
| 09030159 | Badstraße 28–51 Buttmannstraße 1–1A, 4, 13, 15, 16, 21 Gropiusstraße 7 Osloer Straße 102 Pankstraße 53–56 Prinzenallee 82, 83, 86–88, 90 (Lage) | Zentrum Gesundbrunnen Gesamtanlage siehe: Badstraße 41A Baudenkmale siehe: Badstraße 33, 35, 36..., 38, 40, 41..., 40A, 45–46, 50, 51, Straßenbrunnen Osloer Straße 102 Prinzenallee 83 | 09030170 – Badstraße 37–37A, Mietshaus, 1885–1887 von Carl Galuschki                                                             |                                     |
| 09030159 | Badstraße 28–51 Buttmannstraße 1–1A, 4, 13, 15, 16, 21 Gropiusstraße 7 Osloer Straße 102 Pankstraße 53–56 Prinzenallee 82, 83, 86–88, 90 (Lage) | Zentrum Gesundbrunnen Gesamtanlage siehe: Badstraße 41A Baudenkmale siehe: Badstraße 33, 35, 36..., 38, 40, 41..., 40A, 45–46, 50, 51, Straßenbrunnen Osloer Straße 102 Prinzenallee 83 | 09030174 – Badstraße 42 / Gropiusstraße 7, Mietshaus, um 1890                                                                    |                                     |
| 09030159 | Badstraße 28–51 Buttmannstraße 1–1A, 4, 13, 15, 16, 21 Gropiusstraße 7 Osloer Straße 102 Pankstraße 53–56 Prinzenallee 82, 83, 86–88, 90 (Lage) | Zentrum Gesundbrunnen Gesamtanlage siehe: Badstraße 41A Baudenkmale siehe: Badstraße 33, 35, 36..., 38, 40, 41..., 40A, 45–46, 50, 51, Straßenbrunnen Osloer Straße 102 Prinzenallee 83 | 09030175 – Badstraße 44, Mietshaus, um 1890                                                                                      |                                     |
| 09030159 | Badstraße 28–51 Buttmannstraße 1–1A, 4, 13, 15, 16, 21 Gropiusstraße 7 Osloer Straße 102 Pankstraße 53–56 Prinzenallee 82, 83, 86–88, 90 (Lage) | Zentrum Gesundbrunnen Gesamtanlage siehe: Badstraße 41A Baudenkmale siehe: Badstraße 33, 35, 36..., 38, 40, 41..., 40A, 45–46, 50, 51, Straßenbrunnen Osloer Straße 102 Prinzenallee 83 | 09030177 – Badstraße 48 / Buttmannstraße 21, Mietshaus, 1888–1889 von R. Stack                                                   |                                     |
| 09030159 | Badstraße 28–51 Buttmannstraße 1–1A, 4, 13, 15, 16, 21 Gropiusstraße 7 Osloer Straße 102 Pankstraße 53–56 Prinzenallee 82, 83, 86–88, 90 (Lage) | Zentrum Gesundbrunnen Gesamtanlage siehe: Badstraße 41A Baudenkmale siehe: Badstraße 33, 35, 36..., 38, 40, 41..., 40A, 45–46, 50, 51, Straßenbrunnen Osloer Straße 102 Prinzenallee 83 | 09030178 – Badstraße 49, 49A, Mietshaus, um 1890                                                                                 |                                     |
| 09030159 | Badstraße 28–51 Buttmannstraße 1–1A, 4, 13, 15, 16, 21 Gropiusstraße 7 Osloer Straße 102 Pankstraße 53–56 Prinzenallee 82, 83, 86–88, 90 (Lage) | Zentrum Gesundbrunnen Gesamtanlage siehe: Badstraße 41A Baudenkmale siehe: Badstraße 33, 35, 36..., 38, 40, 41..., 40A, 45–46, 50, 51, Straßenbrunnen Osloer Straße 102 Prinzenallee 83 | 09030180 – Buttmannstraße 4, Mietshaus, 1888–1892 von Max Kühnlein                                                               |                                     |
| 09030159 | Badstraße 28–51 Buttmannstraße 1–1A, 4, 13, 15, 16, 21 Gropiusstraße 7 Osloer Straße 102 Pankstraße 53–56 Prinzenallee 82, 83, 86–88, 90 (Lage) | Zentrum Gesundbrunnen Gesamtanlage siehe: Badstraße 41A Baudenkmale siehe: Badstraße 33, 35, 36..., 38, 40, 41..., 40A, 45–46, 50, 51, Straßenbrunnen Osloer Straße 102 Prinzenallee 83 | 09030181 – Buttmannstraße 13, Mietshaus 1889–1890 von Max Kühnlein                                                               |                                     |
| 09030159 | Badstraße 28–51 Buttmannstraße 1–1A, 4, 13, 15, 16, 21 Gropiusstraße 7 Osloer Straße 102 Pankstraße 53–56 Prinzenallee 82, 83, 86–88, 90 (Lage) | Zentrum Gesundbrunnen Gesamtanlage siehe: Badstraße 41A Baudenkmale siehe: Badstraße 33, 35, 36..., 38, 40, 41..., 40A, 45–46, 50, 51, Straßenbrunnen Osloer Straße 102 Prinzenallee 83 | 09030182 – Buttmannstraße 15, Mietshaus, 1888–1892 von Max Kühnlein                                                              |                                     |
| 09030159 | Badstraße 28–51 Buttmannstraße 1–1A, 4, 13, 15, 16, 21 Gropiusstraße 7 Osloer Straße 102 Pankstraße 53–56 Prinzenallee 82, 83, 86–88, 90 (Lage) | Zentrum Gesundbrunnen Gesamtanlage siehe: Badstraße 41A Baudenkmale siehe: Badstraße 33, 35, 36..., 38, 40, 41..., 40A, 45–46, 50, 51, Straßenbrunnen Osloer Straße 102 Prinzenallee 83 | 09030183 – Buttmannstraße 16, Mietshaus, 1888–1892 von Max Kühnlein                                                              |                                     |
| 09030159 | Badstraße 28–51 Buttmannstraße 1–1A, 4, 13, 15, 16, 21 Gropiusstraße 7 Osloer Straße 102 Pankstraße 53–56 Prinzenallee 82, 83, 86–88, 90 (Lage) | Zentrum Gesundbrunnen Gesamtanlage siehe: Badstraße 41A Baudenkmale siehe: Badstraße 33, 35, 36..., 38, 40, 41..., 40A, 45–46, 50, 51, Straßenbrunnen Osloer Straße 102 Prinzenallee 83 | 09030186 – Pankstraße 53, Gemeindesaal St. Paul, 1962–1963 von Hardy Treger                                                      |                                     |
| 09030159 | Badstraße 28–51 Buttmannstraße 1–1A, 4, 13, 15, 16, 21 Gropiusstraße 7 Osloer Straße 102 Pankstraße 53–56 Prinzenallee 82, 83, 86–88, 90 (Lage) | Zentrum Gesundbrunnen Gesamtanlage siehe: Badstraße 41A Baudenkmale siehe: Badstraße 33, 35, 36..., 38, 40, 41..., 40A, 45–46, 50, 51, Straßenbrunnen Osloer Straße 102 Prinzenallee 83 | 09030185 – Pankstraße 54, Pfarrhaus St. Paul, 1838–1840 von der königlichen Ministerial-Baukommission, Umbau 1954, 1959 und 1963 |                                     |
| 09030159 | Badstraße 28–51 Buttmannstraße 1–1A, 4, 13, 15, 16, 21 Gropiusstraße 7 Osloer Straße 102 Pankstraße 53–56 Prinzenallee 82, 83, 86–88, 90 (Lage) | Zentrum Gesundbrunnen Gesamtanlage siehe: Badstraße 41A Baudenkmale siehe: Badstraße 33, 35, 36..., 38, 40, 41..., 40A, 45–46, 50, 51, Straßenbrunnen Osloer Straße 102 Prinzenallee 83 | 09030187 – Pankstraße 55, Mietshaus, 1886–1888 von Enders                                                                        | Pankstraße 55                       |
| 09030159 | Badstraße 28–51 Buttmannstraße 1–1A, 4, 13, 15, 16, 21 Gropiusstraße 7 Osloer Straße 102 Pankstraße 53–56 Prinzenallee 82, 83, 86–88, 90 (Lage) | Zentrum Gesundbrunnen Gesamtanlage siehe: Badstraße 41A Baudenkmale siehe: Badstraße 33, 35, 36..., 38, 40, 41..., 40A, 45–46, 50, 51, Straßenbrunnen Osloer Straße 102 Prinzenallee 83 | 09030188 – Pankstraße 56, Mietshaus, 1886–1888 von Enders                                                                        | Pankstraße 56                       |
| 09030159 | Badstraße 28–51 Buttmannstraße 1–1A, 4, 13, 15, 16, 21 Gropiusstraße 7 Osloer Straße 102 Pankstraße 53–56 Prinzenallee 82, 83, 86–88, 90 (Lage) | Zentrum Gesundbrunnen Gesamtanlage siehe: Badstraße 41A Baudenkmale siehe: Badstraße 33, 35, 36..., 38, 40, 41..., 40A, 45–46, 50, 51, Straßenbrunnen Osloer Straße 102 Prinzenallee 83 | 09030189 – Prinzenallee 82, Mietshaus mit Gewerbehof, 1874 von Hoffmann                                                          |                                     |
| 09030159 | Badstraße 28–51 Buttmannstraße 1–1A, 4, 13, 15, 16, 21 Gropiusstraße 7 Osloer Straße 102 Pankstraße 53–56 Prinzenallee 82, 83, 86–88, 90 (Lage) | Zentrum Gesundbrunnen Gesamtanlage siehe: Badstraße 41A Baudenkmale siehe: Badstraße 33, 35, 36..., 38, 40, 41..., 40A, 45–46, 50, 51, Straßenbrunnen Osloer Straße 102 Prinzenallee 83 | Gewerbehof, 1874 von Hoffmann |                                     |
| 09030159 | Badstraße 28–51 Buttmannstraße 1–1A, 4, 13, 15, 16, 21 Gropiusstraße 7 Osloer Straße 102 Pankstraße 53–56 Prinzenallee 82, 83, 86–88, 90 (Lage) | Zentrum Gesundbrunnen Gesamtanlage siehe: Badstraße 41A Baudenkmale siehe: Badstraße 33, 35, 36..., 38, 40, 41..., 40A, 45–46, 50, 51, Straßenbrunnen Osloer Straße 102 Prinzenallee 83 | 09030191 – Prinzenallee 86, Mietshaus mit Gewerbehof, 1875 von Emil Schmidt                                                      |                                     |
| 09030159 | Badstraße 28–51 Buttmannstraße 1–1A, 4, 13, 15, 16, 21 Gropiusstraße 7 Osloer Straße 102 Pankstraße 53–56 Prinzenallee 82, 83, 86–88, 90 (Lage) | Zentrum Gesundbrunnen Gesamtanlage siehe: Badstraße 41A Baudenkmale siehe: Badstraße 33, 35, 36..., 38, 40, 41..., 40A, 45–46, 50, 51, Straßenbrunnen Osloer Straße 102 Prinzenallee 83 | Gewerbehof |                                     |
| 09030159 | Badstraße 28–51 Buttmannstraße 1–1A, 4, 13, 15, 16, 21 Gropiusstraße 7 Osloer Straße 102 Pankstraße 53–56 Prinzenallee 82, 83, 86–88, 90 (Lage) | Zentrum Gesundbrunnen Gesamtanlage siehe: Badstraße 41A Baudenkmale siehe: Badstraße 33, 35, 36..., 38, 40, 41..., 40A, 45–46, 50, 51, Straßenbrunnen Osloer Straße 102 Prinzenallee 83 | 09030192 – Prinzenallee 87, Mietshaus, um 1860                                                                                   |                                     |
| 09030159 | Badstraße 28–51 Buttmannstraße 1–1A, 4, 13, 15, 16, 21 Gropiusstraße 7 Osloer Straße 102 Pankstraße 53–56 Prinzenallee 82, 83, 86–88, 90 (Lage) | Zentrum Gesundbrunnen Gesamtanlage siehe: Badstraße 41A Baudenkmale siehe: Badstraße 33, 35, 36..., 38, 40, 41..., 40A, 45–46, 50, 51, Straßenbrunnen Osloer Straße 102 Prinzenallee 83 | Königreichssaal (Zeugen Jehovas), 1956–1957 von Helmut Krüger                                                                    |                                     |
| 09030159 | Badstraße 28–51 Buttmannstraße 1–1A, 4, 13, 15, 16, 21 Gropiusstraße 7 Osloer Straße 102 Pankstraße 53–56 Prinzenallee 82, 83, 86–88, 90 (Lage) | Zentrum Gesundbrunnen Gesamtanlage siehe: Badstraße 41A Baudenkmale siehe: Badstraße 33, 35, 36..., 38, 40, 41..., 40A, 45–46, 50, 51, Straßenbrunnen Osloer Straße 102 Prinzenallee 83 | 09030193 – Prinzenallee 88, Mietshaus, 1873 von Hoffmann                                                                         |                                     |
| 09030159 | Badstraße 28–51 Buttmannstraße 1–1A, 4, 13, 15, 16, 21 Gropiusstraße 7 Osloer Straße 102 Pankstraße 53–56 Prinzenallee 82, 83, 86–88, 90 (Lage) | Zentrum Gesundbrunnen Gesamtanlage siehe: Badstraße 41A Baudenkmale siehe: Badstraße 33, 35, 36..., 38, 40, 41..., 40A, 45–46, 50, 51, Straßenbrunnen Osloer Straße 102 Prinzenallee 83 | Ehemaliger Bestandteil des Ensembles:                                                                                            |                                     |
| 09030159 | Badstraße 28–51 Buttmannstraße 1–1A, 4, 13, 15, 16, 21 Gropiusstraße 7 Osloer Straße 102 Pankstraße 53–56 Prinzenallee 82, 83, 86–88, 90 (Lage) | Zentrum Gesundbrunnen Gesamtanlage siehe: Badstraße 41A Baudenkmale siehe: Badstraße 33, 35, 36..., 38, 40, 41..., 40A, 45–46, 50, 51, Straßenbrunnen Osloer Straße 102 Prinzenallee 83 | 09030165 – Badstraße 32, Mietshaus, 1875 von J. Fr. Milke, Abriss zwischen 2006 und 2008                                         |                                     |
| 09030194 | Graunstraße 28–37 Gleimstraße 4–6 Lortzingstraße 24–26 (Lage)                                                                                   | Kath. St. Afra-Stift mit umliegenden Mietshäusern Baudenkmal siehe: Graunstraße 31 | Weitere Bestandteile des Ensembles:                                                                                              | Weitere Bestandteile des Ensembles: |
| 09030194 | Graunstraße 28–37 Gleimstraße 4–6 Lortzingstraße 24–26 (Lage)                                                                                   | Kath. St. Afra-Stift mit umliegenden Mietshäusern Baudenkmal siehe: Graunstraße 31 | 09030195 – Gleimstraße 4, Mietshaus, 1897–1898 von Paul Hasselbach                                                               |                                     |
| 09030194 | Graunstraße 28–37 Gleimstraße 4–6 Lortzingstraße 24–26 (Lage)                                                                                   | Kath. St. Afra-Stift mit umliegenden Mietshäusern Baudenkmal siehe: Graunstraße 31 | 09030196 – Gleimstraße 5, Mietshaus, 1896 von August Wand und Joh. Matthiesen                                                    |                                     |
| 09030194 | Graunstraße 28–37 Gleimstraße 4–6 Lortzingstraße 24–26 (Lage)                                                                                   | Kath. St. Afra-Stift mit umliegenden Mietshäusern Baudenkmal siehe: Graunstraße 31 | 09030197 – Gleimstraße 6 / Graunstraße 28, Mietshaus, 1896–1897 von August Wand und Joh. Matthiesen                              |                                     |
| 09030194 | Graunstraße 28–37 Gleimstraße 4–6 Lortzingstraße 24–26 (Lage)                                                                                   | Kath. St. Afra-Stift mit umliegenden Mietshäusern Baudenkmal siehe: Graunstraße 31 | 09030198 – Graunstraße 29, Mietshaus, 1897–1898 von Paul Hasselbach                                                              |                                     |
| 09030194 | Graunstraße 28–37 Gleimstraße 4–6 Lortzingstraße 24–26 (Lage)                                                                                   | Kath. St. Afra-Stift mit umliegenden Mietshäusern Baudenkmal siehe: Graunstraße 31 | 09030199 – Graunstraße 30, Mietshaus, 1896–1897 von August Rosenbaum                                                             |                                     |
| 09030194 | Graunstraße 28–37 Gleimstraße 4–6 Lortzingstraße 24–26 (Lage)                                                                                   | Kath. St. Afra-Stift mit umliegenden Mietshäusern Baudenkmal siehe: Graunstraße 31 | 09030201 – Graunstraße 32, Mietshaus, 1896–1897 von Carl Koeppen                                                                 |                                     |
| 09030194 | Graunstraße 28–37 Gleimstraße 4–6 Lortzingstraße 24–26 (Lage)                                                                                   | Kath. St. Afra-Stift mit umliegenden Mietshäusern Baudenkmal siehe: Graunstraße 31 | 09030202 – Graunstraße 33, Mietshaus, 1897–1898 von August Wand                                                                  |                                     |
| 09030194 | Graunstraße 28–37 Gleimstraße 4–6 Lortzingstraße 24–26 (Lage)                                                                                   | Kath. St. Afra-Stift mit umliegenden Mietshäusern Baudenkmal siehe: Graunstraße 31 | 09030203 – Graunstraße 34, Mietshaus, 1896–1897 von Otto Marzillier                                                              |                                     |
| 09030194 | Graunstraße 28–37 Gleimstraße 4–6 Lortzingstraße 24–26 (Lage)                                                                                   | Kath. St. Afra-Stift mit umliegenden Mietshäusern Baudenkmal siehe: Graunstraße 31 | 09030204 – Graunstraße 35, Mietshaus, 1895 von Max Paul                                                                          |                                     |
| 09030194 | Graunstraße 28–37 Gleimstraße 4–6 Lortzingstraße 24–26 (Lage)                                                                                   | Kath. St. Afra-Stift mit umliegenden Mietshäusern Baudenkmal siehe: Graunstraße 31 | 09030205 – Graunstraße 36, Mietshaus, 1895–1896 von A. Kutke                                                                     |                                     |
| 09030194 | Graunstraße 28–37 Gleimstraße 4–6 Lortzingstraße 24–26 (Lage)                                                                                   | Kath. St. Afra-Stift mit umliegenden Mietshäusern Baudenkmal siehe: Graunstraße 31 | 09030206 – Graunstraße 37 / Lortzingstraße 24, Mietshaus, 1895 von Carl Wolf                                                     |                                     |
| 09030194 | Graunstraße 28–37 Gleimstraße 4–6 Lortzingstraße 24–26 (Lage)                                                                                   | Kath. St. Afra-Stift mit umliegenden Mietshäusern Baudenkmal siehe: Graunstraße 31 | 09030207 – Lortzingstraße 25, Mietshaus, 1897 von August Jänicke                                                                 |                                     |
| 09030194 | Graunstraße 28–37 Gleimstraße 4–6 Lortzingstraße 24–26 (Lage)                                                                                   | Kath. St. Afra-Stift mit umliegenden Mietshäusern Baudenkmal siehe: Graunstraße 31 | 09030208 – Lortzingstraße 26, Mietshaus, 1894–1895 von Gartz und G. M. Philipp                                                   |                                     |
| 09030209 | Prinzenallee 57–59 Stockholmer Straße (Lage) | Mietshäuser und Fabrik Gesamtanlage siehe: Prinzenallee 58 | Weitere Bestandteile des Ensembles:                                                                                              | Weitere Bestandteile des Ensembles: |
| 09030209 | Prinzenallee 57–59 Stockholmer Straße (Lage) | Mietshäuser und Fabrik Gesamtanlage siehe: Prinzenallee 58 | 09030211 – Prinzenallee 57, Mietshaus, 1890–1891 von Georg Lewy                                                                  | Prinzenallee 57                     |
| 09030209 | Prinzenallee 57–59 Stockholmer Straße (Lage) | Mietshäuser und Fabrik Gesamtanlage siehe: Prinzenallee 58 | 09030212 – Prinzenallee 59, Mietshaus, 1900–1901 von Ferdinand Müller                                                            | Prinzenallee 59                     |

## Denkmalbereiche (Gesamtanlagen)
| Nr.      | Lage | Offizielle Bezeichnung                                                                | Beschreibung | Bild                                         |
| -------- | --- | ------------------------------------------------------------------------------------- | --- | -------------------------------------------- |
| 09030345 | Badstraße 5 Behmstraße Brunnenstraße (Lage)                                                                                            | U-Bahnhof Gesundbrunnen                                                               | Westliches Empfangsgebäude, 1928–1930 von Alfred Grenander und Alfred Fehse                                                                                | U-Bahnhof Gesundbrunnen                      |
| 09030345 | Badstraße 5 Behmstraße Brunnenstraße (Lage)                                                                                            | U-Bahnhof Gesundbrunnen                                                               | Östliches Empfangsgebäude, 1928–1930 von Alfred Grenander und Alfred Fehse                                                                                 | U-Bahnhof Gesundbrunnen                      |
| 09030345 | Badstraße 5 Behmstraße Brunnenstraße (Lage)                                                                                            | U-Bahnhof Gesundbrunnen                                                               | U-Bahnhof, 1928–1930 von Alfred Grenander und Alfred Fehse                                                                                                 | U-Bahnhof Gesundbrunnen                      |
| 09030345 | Badstraße 5 Behmstraße Brunnenstraße (Lage)                                                                                            | U-Bahnhof Gesundbrunnen                                                               | Luft- und Zivilschutzanlagen aus der Zeit des Zweiten Weltkrieges, 1941–1942 Umbau 1981–1984                                                               | U-Bahnhof Gesundbrunnen                      |
| 09030345 | Badstraße 5 Behmstraße Brunnenstraße (Lage)                                                                                            | U-Bahnhof Gesundbrunnen                                                               | 2 Zugangsgebäude |                                              |
| 09030345 | Badstraße 5 Behmstraße Brunnenstraße (Lage)                                                                                            | U-Bahnhof Gesundbrunnen                                                               | Lüftungsschächte |                                              |
| 09030160 | Badstraße 41A Uferstraße 8, 23 Gottschedstraße (Lage)                                                                                  | Straßenbahnbetriebshof Gesundbrunnen Bestandteil des Ensembles: Zentrum Gesundbrunnen | Etagen-Pferdestall, 1891 von Joseph Fischer-Dick |                                              |
| 09030160 | Badstraße 41A Uferstraße 8, 23 Gottschedstraße (Lage)                                                                                  | Straßenbahnbetriebshof Gesundbrunnen Bestandteil des Ensembles: Zentrum Gesundbrunnen | Schmiede- und Schlosserwerkstatt, 1891 von Joseph Fischer-Dick, umgebaut 1953                                                                              |                                              |
| 09030160 | Badstraße 41A Uferstraße 8, 23 Gottschedstraße (Lage)                                                                                  | Straßenbahnbetriebshof Gesundbrunnen Bestandteil des Ensembles: Zentrum Gesundbrunnen | Portier- und Wohngebäude, 1898 von Joseph Fischer-Dick, erweitert 1910                                                                                     |                                              |
| 09030160 | Badstraße 41A Uferstraße 8, 23 Gottschedstraße (Lage)                                                                                  | Straßenbahnbetriebshof Gesundbrunnen Bestandteil des Ensembles: Zentrum Gesundbrunnen | Wagenreparaturwerkstatt und Lackierwerkstatt, 1898 von Joseph Fischer-Dick                                                                                 |                                              |
| 09030160 | Badstraße 41A Uferstraße 8, 23 Gottschedstraße (Lage)                                                                                  | Straßenbahnbetriebshof Gesundbrunnen Bestandteil des Ensembles: Zentrum Gesundbrunnen | Erweiterung der Wagenreparaturwerkstatt, 1912, umgebaut 1956–1957                                                                                          |                                              |
| 09030160 | Badstraße 41A Uferstraße 8, 23 Gottschedstraße (Lage)                                                                                  | Straßenbahnbetriebshof Gesundbrunnen Bestandteil des Ensembles: Zentrum Gesundbrunnen | Kesselhaus, 1901 |                                              |
| 09030160 | Badstraße 41A Uferstraße 8, 23 Gottschedstraße (Lage)                                                                                  | Straßenbahnbetriebshof Gesundbrunnen Bestandteil des Ensembles: Zentrum Gesundbrunnen | Reparaturwerkstatt für Untergestelle, 1901 |                                              |
| 09030160 | Badstraße 41A Uferstraße 8, 23 Gottschedstraße (Lage)                                                                                  | Straßenbahnbetriebshof Gesundbrunnen Bestandteil des Ensembles: Zentrum Gesundbrunnen | Wagenschuppen, 1902, umgebaut 1968 |                                              |
| 09030160 | Badstraße 41A Uferstraße 8, 23 Gottschedstraße (Lage)                                                                                  | Straßenbahnbetriebshof Gesundbrunnen Bestandteil des Ensembles: Zentrum Gesundbrunnen | Kantinen-, Wohn- und Verwaltungsgebäude, 1904 von A. Busse, umgebaut 1928 von Jean Krämer                                                                  |                                              |
| 09030160 | Badstraße 41A Uferstraße 8, 23 Gottschedstraße (Lage)                                                                                  | Straßenbahnbetriebshof Gesundbrunnen Bestandteil des Ensembles: Zentrum Gesundbrunnen | Holzbearbeitungswerkstätten, 1949 |                                              |
| 09030160 | Badstraße 41A Uferstraße 8, 23 Gottschedstraße (Lage)                                                                                  | Straßenbahnbetriebshof Gesundbrunnen Bestandteil des Ensembles: Zentrum Gesundbrunnen | Lager, Sägewerk, Holzlagerhalle und Mauer an der Gottschedstraße, 1927 von Jean Krämer                                                                     |                                              |
| 09030160 | Badstraße 41A Uferstraße 8, 23 Gottschedstraße (Lage)                                                                                  | Straßenbahnbetriebshof Gesundbrunnen Bestandteil des Ensembles: Zentrum Gesundbrunnen | Straßenbahnwerkstatt an der Badstraße, 1928 von Jean Krämer                                                                                                |                                              |
| 09030160 | Badstraße 41A Uferstraße 8, 23 Gottschedstraße (Lage)                                                                                  | Straßenbahnbetriebshof Gesundbrunnen Bestandteil des Ensembles: Zentrum Gesundbrunnen | Werkstatthalle an der Uferstraße, 1928 von Jean Krämer |                                              |
| 09030160 | Badstraße 41A Uferstraße 8, 23 Gottschedstraße (Lage)                                                                                  | Straßenbahnbetriebshof Gesundbrunnen Bestandteil des Ensembles: Zentrum Gesundbrunnen | Werkstatthalle sowie Personal- und Lagerräume von der Pankeseite, 1928 von Jean Krämer                                                                     | ehemaliger Straßenbahn-Betriebshof           |
| 09030160 | Badstraße 41A Uferstraße 8, 23 Gottschedstraße (Lage)                                                                                  | Straßenbahnbetriebshof Gesundbrunnen Bestandteil des Ensembles: Zentrum Gesundbrunnen | Hof mit Personal- und Lagerräumen, 1928 von Jean Krämer |                                              |
| 09030160 | Badstraße 41A Uferstraße 8, 23 Gottschedstraße (Lage)                                                                                  | Straßenbahnbetriebshof Gesundbrunnen Bestandteil des Ensembles: Zentrum Gesundbrunnen | Kesselhaus, 1929–1931 von Jean Krämer |                                              |
| 09030160 | Badstraße 41A Uferstraße 8, 23 Gottschedstraße (Lage)                                                                                  | Straßenbahnbetriebshof Gesundbrunnen Bestandteil des Ensembles: Zentrum Gesundbrunnen | Umformerstation, 1929–1931 von Jean Krämer |                                              |
| 09030285 | Behmstraße 9/23 Bellermannstraße 18–25 Heidebrinker Straße 2, 4–19, 21 Zingster Straße 1–13, 15 (Lage)                                 | Gartenstadt Atlantic                                                                  | Wohnzeile, 1925–1928 von Rudolf Fränkel |                                              |
| 09030285 | Behmstraße 9/23 Bellermannstraße 18–25 Heidebrinker Straße 2, 4–19, 21 Zingster Straße 1–13, 15 (Lage)                                 | Gartenstadt Atlantic                                                                  | Wohnhof | Gartenstadt Atlantic                         |
| 09030285 | Behmstraße 9/23 Bellermannstraße 18–25 Heidebrinker Straße 2, 4–19, 21 Zingster Straße 1–13, 15 (Lage)                                 | Gartenstadt Atlantic                                                                  | Eckhaus mit Wohnhof |                                              |
| 09030286 | Bernauer Straße 115–116 (Lage) | Lazarus-Kranken- und Diakonissenhaus                                                  | Hauptgebäude, 1867–1870 von Carl Schwanitz, 1912–1914 von Carl Koeppen                                                                                     |                                              |
| 09030286 | Bernauer Straße 115–116 (Lage) | Lazarus-Kranken- und Diakonissenhaus                                                  | Lazaruskapelle, 1865 von Carl Schwanitz, 1879 |                                              |
| 09030286 | Bernauer Straße 115–116 (Lage) | Lazarus-Kranken- und Diakonissenhaus                                                  | Pfarrhaus, 1874, 1905 von Carl Koeppen, 1930 |                                              |
| 09030286 | Bernauer Straße 115–116 (Lage) | Lazarus-Kranken- und Diakonissenhaus                                                  | Schwesternhaus, 1893 von Carl Koeppen |                                              |
| 09030286 | Bernauer Straße 115–116 (Lage) | Lazarus-Kranken- und Diakonissenhaus                                                  | Kleinkinderschule, 1899 von Carl Koeppen, 1958 | Lazarus-Krankenhaus Kleinkinderschule        |
| 09030286 | Bernauer Straße 115–116 (Lage) | Lazarus-Kranken- und Diakonissenhaus                                                  | Ärztehaus, 1913 von Carl Koeppen |                                              |
| 09030286 | Bernauer Straße 115–116 (Lage) | Lazarus-Kranken- und Diakonissenhaus                                                  | Schwesternheim, 1924–1925 von Fritz August Breuhaus, 1958 von Max Schluckebier                                                                             |                                              |
| 09030286 | Bernauer Straße 115–116 (Lage) | Lazarus-Kranken- und Diakonissenhaus                                                  | Jugendsaal und Feierabendhaus, 1927 von Otto Rüger, 1958–1959 von Max Schluckebier                                                                         |                                              |
| 09030286 | Bernauer Straße 115–116 (Lage) | Lazarus-Kranken- und Diakonissenhaus                                                  | Isolierhaus, 1896, Umbau 1956 |                                              |
| 09030290 | Brunnenstraße 111 Gustav-Meyer-Allee 25 Humboldthain Hussitenstraße Voltastraße 5–6 (Lage)                                             | AEG-Fabriken Brunnenstraße                                                            | Bahntunnel zur AEG-Fabrik, 1894–1895, nach Plänen von C. Schwebel und Wilhelm Lauter, verlängert 1910–1911                                                 | AEG Versuchstunnel                           |
| 09030290 | Brunnenstraße 111 Gustav-Meyer-Allee 25 Humboldthain Hussitenstraße Voltastraße 5–6 (Lage)                                             | AEG-Fabriken Brunnenstraße                                                            | Krananlagen und Gleise |                                              |
| 09030290 | Brunnenstraße 111 Gustav-Meyer-Allee 25 Humboldthain Hussitenstraße Voltastraße 5–6 (Lage)                                             | AEG-Fabriken Brunnenstraße                                                            | Gleisanschluss an die Ring- und Nordbahn, 1877 |                                              |
| 09030290 | Brunnenstraße 111 Gustav-Meyer-Allee 25 Humboldthain Hussitenstraße Voltastraße 5–6 (Lage)                                             | AEG-Fabriken Brunnenstraße                                                            | Beamtentor, 1896–1897 von Franz Schwechten | AEG-Beamtentor                               |
| 09030290 | Brunnenstraße 111 Gustav-Meyer-Allee 25 Humboldthain Hussitenstraße Voltastraße 5–6 (Lage)                                             | AEG-Fabriken Brunnenstraße                                                            | Alte Fabrik für Bahnmaterial, 1906–1907 von Johannes Kraaz, 1908–1909 von Peter Behrens                                                                    |                                              |
| 09030290 | Brunnenstraße 111 Gustav-Meyer-Allee 25 Humboldthain Hussitenstraße Voltastraße 5–6 (Lage)                                             | AEG-Fabriken Brunnenstraße                                                            | Hochspannungsfabrik, 1909–1910 von Peter Behrens und Karl Bernhard                                                                                         |                                              |
| 09030290 | Brunnenstraße 111 Gustav-Meyer-Allee 25 Humboldthain Hussitenstraße Voltastraße 5–6 (Lage)                                             | AEG-Fabriken Brunnenstraße                                                            | Kranbahnen an der Hochspannungsfabrik, um 1910 |                                              |
| 09030290 | Brunnenstraße 111 Gustav-Meyer-Allee 25 Humboldthain Hussitenstraße Voltastraße 5–6 (Lage)                                             | AEG-Fabriken Brunnenstraße                                                            | Kleinmotorenfabrik, 1910–1913 von Peter Behrens |                                              |
| 09030290 | Brunnenstraße 111 Gustav-Meyer-Allee 25 Humboldthain Hussitenstraße Voltastraße 5–6 (Lage)                                             | AEG-Fabriken Brunnenstraße                                                            | Neue Fabrik für Bahnmaterial, 1911–1912 von Peter Behrens                                                                                                  | AEG Voltastraße Neue Fabrik für Bahnmaterial |
| 09030290 | Brunnenstraße 111 Gustav-Meyer-Allee 25 Humboldthain Hussitenstraße Voltastraße 5–6 (Lage)                                             | AEG-Fabriken Brunnenstraße                                                            | Montagehalle für Großmaschinen, 1911–1912 von Peter Behrens, erweitert 1928 von Ernst Ziesel                                                               |                                              |
| 09030290 | Brunnenstraße 111 Gustav-Meyer-Allee 25 Humboldthain Hussitenstraße Voltastraße 5–6 (Lage)                                             | AEG-Fabriken Brunnenstraße                                                            | Umformerstation und Güterboden, 1929–1930 von Ernst Ziesel                                                                                                 |                                              |
| 09030290 | Brunnenstraße 111 Gustav-Meyer-Allee 25 Humboldthain Hussitenstraße Voltastraße 5–6 (Lage)                                             | AEG-Fabriken Brunnenstraße                                                            | Büro- und Laborgebäude, 1940–1941 von Ernst Ziesel |                                              |
| 09030290 | Brunnenstraße 111 Gustav-Meyer-Allee 25 Humboldthain Hussitenstraße Voltastraße 5–6 (Lage)                                             | AEG-Fabriken Brunnenstraße                                                            | Gasleuchten im Straßenraum (siehe auch Gartendenkmal Volkspark Humboldthain)                                                                               |                                              |
| 09030288 | Demminer Straße 27 Putbusser Straße 2, 3 (Lage)                                                                                        | 132. und 142. Gemeindeschule                                                          | Schulgebäude, 1885–1886 von Hermann Blankenstein und Killing                                                                                               | Vineta-Grundschule                           |
| 09030288 | Demminer Straße 27 Putbusser Straße 2, 3 (Lage)                                                                                        | 132. und 142. Gemeindeschule                                                          | Lehrerwohnhaus |                                              |
| 09030365 | Drontheimer Straße 30A–B, 33–38 Tromsöer Straße 6 (Lage)                                                                               | AEG-Hydrawerk                                                                         | Gummifabrik, 1909 von Richard Schirop |                                              |
| 09030365 | Drontheimer Straße 30A–B, 33–38 Tromsöer Straße 6 (Lage)                                                                               | AEG-Hydrawerk                                                                         | Fabrikgebäude |                                              |
| 09030365 | Drontheimer Straße 30A–B, 33–38 Tromsöer Straße 6 (Lage)                                                                               | AEG-Hydrawerk                                                                         | Fabrikgebäude |                                              |
| 09030365 | Drontheimer Straße 30A–B, 33–38 Tromsöer Straße 6 (Lage)                                                                               | AEG-Hydrawerk                                                                         | Fabrikgebäude |                                              |
| 09030365 | Drontheimer Straße 30A–B, 33–38 Tromsöer Straße 6 (Lage)                                                                               | AEG-Hydrawerk                                                                         | Verwaltungsgebäude der Dr. Paul Meyer AG, 1921 von Julius Lichtenstein                                                                                     |                                              |
| 09030365 | Drontheimer Straße 30A–B, 33–38 Tromsöer Straße 6 (Lage)                                                                               | AEG-Hydrawerk                                                                         | Fabrikgebäude, 1928–1929 von Ernst Ziesel und Gerhard Mensch, 1956                                                                                         |                                              |
| 09030365 | Drontheimer Straße 30A–B, 33–38 Tromsöer Straße 6 (Lage)                                                                               | AEG-Hydrawerk                                                                         | Produktions- und Lagergebäude, 1938–1940 von Ernst Ziesel                                                                                                  |                                              |
| 09030365 | Drontheimer Straße 30A–B, 33–38 Tromsöer Straße 6 (Lage)                                                                               | AEG-Hydrawerk                                                                         | Fabrikgebäude |                                              |
| 09030291 | Ellerbeker Straße 7–8 (Lage) | Rudolf-Wissell-Grundschule, ehemals 43. und 311. Gemeindeschule                       | 1913–1914 von Ludwig Hoffmann, Georg Matzdorff, Heyel, Hennings und Julius Gerecke                                                                         |                                              |
| 09030291 | Ellerbeker Straße 7–8 (Lage) | Rudolf-Wissell-Grundschule, ehemals 43. und 311. Gemeindeschule                       | Lehrerwohnhaus |                                              |
| 09030326 | Ernst-Reuter-Siedlung 1–20 Ackerstraße 123–125, 131 (Lage)                                                                             | Ernst-Reuter-Siedlung                                                                 | Punkthochhaus, 1953–1955 von Felix Hinssen und Peter Matischiok                                                                                            | Ernst-Reuter-Siedlung                        |
| 09030326 | Ernst-Reuter-Siedlung 1–20 Ackerstraße 123–125, 131 (Lage)                                                                             | Ernst-Reuter-Siedlung                                                                 | Scheibenhochhaus |                                              |
| 09030326 | Ernst-Reuter-Siedlung 1–20 Ackerstraße 123–125, 131 (Lage)                                                                             | Ernst-Reuter-Siedlung                                                                 | 4 Zeilenbauten |                                              |
| 09030326 | Ernst-Reuter-Siedlung 1–20 Ackerstraße 123–125, 131 (Lage)                                                                             | Ernst-Reuter-Siedlung                                                                 | Erweiterungen: Fritz Eggeling, 1970er; Werner Weber & Helmut Ollk, 1980er                                                                                  |                                              |
| 09030371 | Freienwalder Straße 19B (Lage) | Kapelle und Grabstätten auf dem Sophienkirchhof II                                    | Kapelle, 1877–1878 von Gustav Erdmann |                                              |
| 09030371 | Freienwalder Straße 19B (Lage) | Kapelle und Grabstätten auf dem Sophienkirchhof II                                    | Mausoleum der Familie Stange, um 1910 |                                              |
| 09030371 | Freienwalder Straße 19B (Lage) | Kapelle und Grabstätten auf dem Sophienkirchhof II                                    | Wandgrabmal der Familie Felix Lohmann, 1896 |                                              |
| 09030292 | Gartenstraße Ackerstraße Liesenstraße Scheringstraße (Lage)                                                                            | Liesenbrücken                                                                         | 1890–1892, 1896 | Liesenbrücke                                 |
| 09030292 | Gartenstraße Ackerstraße Liesenstraße Scheringstraße (Lage)                                                                            | Liesenbrücken                                                                         | Ergänzungsbrücken, 1956–1957 |                                              |
| 09030293 | Gotenburger Straße 6/12 (Lage) | Wilhelm-Hauff-Schule (ehemalige 56. Gemeindeschule und 18. Hilfsschule)               | 56. Gemeindeschule und 18. Hilfsschule, 1895–1896 von Hermann Blankenstein und Paul Hesse                                                                  | Gotenburger Straße 6/12                      |
| 09030293 | Gotenburger Straße 6/12 (Lage) | Wilhelm-Hauff-Schule (ehemalige 56. Gemeindeschule und 18. Hilfsschule)               | Lehrerwohnhaus |                                              |
| 09030294 | Gottschedstraße 3–4 Bornemannstraße 9–10 Wiesenstraße 29 (Lage)                                                                        | Rotaprint-Fabrik                                                                      | westlicher Gewerbebau, um 1905 |                                              |
| 09030294 | Gottschedstraße 3–4 Bornemannstraße 9–10 Wiesenstraße 29 (Lage)                                                                        | Rotaprint-Fabrik                                                                      | östlicher Gewerbebau mit Rasenrondell, vor 1920 |                                              |
| 09030294 | Gottschedstraße 3–4 Bornemannstraße 9–10 Wiesenstraße 29 (Lage)                                                                        | Rotaprint-Fabrik                                                                      | Werkstatt & Labor, 1957–1958 von Otto Block |                                              |
| 09030294 | Gottschedstraße 3–4 Bornemannstraße 9–10 Wiesenstraße 29 (Lage)                                                                        | Rotaprint-Fabrik                                                                      | Querflügel mit Technischem Büro, 1958 von Klaus Kirsten |                                              |
| 09030294 | Gottschedstraße 3–4 Bornemannstraße 9–10 Wiesenstraße 29 (Lage)                                                                        | Rotaprint-Fabrik                                                                      | Tischlerei und Lehrwerkstatt, 1957–1958 von Klaus Kirsten                                                                                                  |                                              |
| 09030294 | Gottschedstraße 3–4 Bornemannstraße 9–10 Wiesenstraße 29 (Lage)                                                                        | Rotaprint-Fabrik                                                                      | Eckturm und Montagehalle, 1957–1959 von Otto Block |                                              |
| 09030294 | Gottschedstraße 3–4 Bornemannstraße 9–10 Wiesenstraße 29 (Lage)                                                                        | Rotaprint-Fabrik                                                                      | Verwaltungsgebäude, von Klaus Kirsten |                                              |
| 09030294 | Gottschedstraße 3–4 Bornemannstraße 9–10 Wiesenstraße 29 (Lage)                                                                        | Rotaprint-Fabrik                                                                      | Verwaltungsgebäude mit Montagehalle, 1957–1958 von Otto Block                                                                                              | Rotaprint-Fabrik                             |
| 09030295 | Grenzstraße 7–8 Wiesenstraße 66 (Lage)                                                                                                 | Humboldthain-Grundschule                                                              | 73. Gemeindeschule, 1875–1876 |                                              |
| 09030295 | Grenzstraße 7–8 Wiesenstraße 66 (Lage)                                                                                                 | Humboldthain-Grundschule                                                              | 147. Gemeindeschule, 1899–1901 von Ludwig Hoffmann, Georg Matzdorff und Schneegans                                                                         |                                              |
| 09030295 | Grenzstraße 7–8 Wiesenstraße 66 (Lage)                                                                                                 | Humboldthain-Grundschule                                                              | Lehrerwohnhaus, 1899–1901 von Ludwig Hoffmann, Georg Matzdorff und Schneegans                                                                              |                                              |
| 09030284 | Grüntaler Straße 5 Badstraße 10 (Lage)                                                                                                 | 8. Pflichtfortbildungsschule (Haus der Volksbildung)                                  | Schule, 1913–1915 von Ludwig Hoffmann mit Magistratsbaurat Vinzent von Dylewsk                                                                             |                                              |
| 09030284 | Grüntaler Straße 5 Badstraße 10 (Lage)                                                                                                 | 8. Pflichtfortbildungsschule (Haus der Volksbildung)                                  | Verwaltungsgebäude, 1913–1915 von Ludwig Hoffmann mit Magistratsbauräten Georg Matzdorff und Vinzent von Dylewski, Architekten Rohmeyer und Julius Gerecke |                                              |
| 09030297 | Iranische Straße 2 Heinz-Galinski-Straße 1 (Lage)                                                                                      | Krankenhaus der Jüdischen Gemeinde                                                    | Hauptkrankengebäude mit Verwaltungstrakt, 1910–1914 von Reimer & Körte                                                                                     | Jüdisches Krankenhaus Iranische Straße       |
| 09030298 | Kattegatstraße 26 (Lage) | 4. Gemeindeschule Pankow                                                              | 1898–1899 von Haikradt |                                              |
| 09030298 | Kattegatstraße 26 (Lage) | 4. Gemeindeschule Pankow                                                              | Turnhalle |                                              |
| 09030392 | Liesenstraße 9 (Lage) | Kirchhofsverwaltung des Kirchhofs Dorotheenstadt II, Notkirche und Grabstätten        | Kirchhofsverwaltung, 1890–1891 von Friedrich Koch |                                              |
| 09030392 | Liesenstraße 9 (Lage) | Kirchhofsverwaltung des Kirchhofs Dorotheenstadt II, Notkirche und Grabstätten        | Notkirche („Diasporakapelle“, heute Friedhofskapelle), 1951 von Otto Bartning                                                                              |                                              |
| 09030392 | Liesenstraße 9 (Lage) | Kirchhofsverwaltung des Kirchhofs Dorotheenstadt II, Notkirche und Grabstätten        | Wandgrabmal Lücke mit Bronzerelief, 1859 von Gustav Adolf Friedrich Willgohs                                                                               | Grabstätten                                  |
| 09030392 | Liesenstraße 9 (Lage) | Kirchhofsverwaltung des Kirchhofs Dorotheenstadt II, Notkirche und Grabstätten        | Grabstätte Emilie Löffler, 1904 von Fritz Klimsch |                                              |
| 09030392 | Liesenstraße 9 (Lage) | Kirchhofsverwaltung des Kirchhofs Dorotheenstadt II, Notkirche und Grabstätten        | Mausoleum Paul Busch, 1898 von Paulick & Voss | Grabstätten                                  |
| 09030392 | Liesenstraße 9 (Lage) | Kirchhofsverwaltung des Kirchhofs Dorotheenstadt II, Notkirche und Grabstätten        | Mausoleum Rudolph Hertzog, 1926–1927 von Stahl und Herzog                                                                                                  | Grabstätten                                  |
| 09030309 | Osloer Straße 116A (Lage) | Carl Hasse & Wrede GmbH                                                               | Mietshaus, 1910–1911 von Georg Heyer |                                              |
| 09030309 | Osloer Straße 116A (Lage) | Carl Hasse & Wrede GmbH                                                               | Quergebäude |                                              |
| 09030309 | Osloer Straße 116A (Lage) | Carl Hasse & Wrede GmbH                                                               | Seitenflügel, 1914–1916 |                                              |
| 09030309 | Osloer Straße 116A (Lage) | Carl Hasse & Wrede GmbH                                                               | Nebengebäude, 1915–1918 |                                              |
| 09030309 | Osloer Straße 116A (Lage) | Carl Hasse & Wrede GmbH                                                               | Lagerhalle |                                              |
| 09030309 | Osloer Straße 116A (Lage) | Carl Hasse & Wrede GmbH                                                               | Schuppen im ersten Hof |                                              |
| 09030312 | Pankstraße 18–19 (Lage) | Lessing-Gymnasium (heute Herbert-Hoover-Schule)                                       | Schule, 1884–1887 von Hermann Blankenstein, Gustav Erdmann und Richard Hoßfeld                                                                             | Herbert-Hoover-Schule                        |
| 09030312 | Pankstraße 18–19 (Lage) | Lessing-Gymnasium (heute Herbert-Hoover-Schule)                                       | Lehrerwohnhaus, 1884–1887 von Hermann Blankenstein, Gustav Erdmann und Richard Hoßfeld                                                                     |                                              |
| 09030313 | Prinzenallee 8 Badstraße 22 (Lage) | 140. und 194. Gemeindeschule & 9. Realschule                                          | 140. Gemeindeschule, 1891–1892 von Hermann Blankenstein und Paul Hesse                                                                                     |                                              |
| 09030313 | Prinzenallee 8 Badstraße 22 (Lage) | 140. und 194. Gemeindeschule & 9. Realschule                                          | 194. Gemeindeschule, 1891–1892 von Hermann Blankenstein und Paul Hesse                                                                                     |                                              |
| 09030313 | Prinzenallee 8 Badstraße 22 (Lage) | 140. und 194. Gemeindeschule & 9. Realschule                                          | 9. Realschule, 1893–1894 von Hermann Blankenstein und Paul Hesse                                                                                           |                                              |
| 09030313 | Prinzenallee 8 Badstraße 22 (Lage) | 140. und 194. Gemeindeschule & 9. Realschule                                          | Dienstwohngebäude, 1893–1894 von Hermann Blankenstein und Paul Hesse                                                                                       |                                              |
| 09030313 | Prinzenallee 8 Badstraße 22 (Lage) | 140. und 194. Gemeindeschule & 9. Realschule                                          | Wandbild am Dienstwohngebäude, 1980 von Angela Zumpe |                                              |
| 09030313 | Prinzenallee 8 Badstraße 22 (Lage) | 140. und 194. Gemeindeschule & 9. Realschule                                          | Turnhalle |                                              |
| 09030313 | Prinzenallee 8 Badstraße 22 (Lage) | 140. und 194. Gemeindeschule & 9. Realschule                                          | Einfriedung |                                              |
| 09030210 | Prinzenallee 58 Stockholmer Straße (Lage)                                                                                              | Hutfabrik Gattel Bestandteil des Ensembles: Prinzenallee                              | Mietshaus, 1889–1891 von Georg Lewy | Prinzenallee 58                              |
| 09030210 | Prinzenallee 58 Stockholmer Straße (Lage)                                                                                              | Hutfabrik Gattel Bestandteil des Ensembles: Prinzenallee                              | Fabrik, 1889–1891 von Georg Lewy |                                              |
| 09097890 | Putbusser Straße 12 Swinemünder Straße (Lage)                                                                                          | Oberstufen-Schulzentrum Wedding                                                       | Schulbau, 1974–1976 von Hans-Joachim Pysall, Uwe Jensen und Peter Stahrenberg                                                                              |                                              |
| 09097890 | Putbusser Straße 12 Swinemünder Straße (Lage)                                                                                          | Oberstufen-Schulzentrum Wedding                                                       | Bibliothek |                                              |
| 09097890 | Putbusser Straße 12 Swinemünder Straße (Lage)                                                                                          | Oberstufen-Schulzentrum Wedding                                                       | Sporthalle |                                              |
| 09097890 | Putbusser Straße 12 Swinemünder Straße (Lage)                                                                                          | Oberstufen-Schulzentrum Wedding                                                       | Außenanlagen |                                              |
| 09097890 | Putbusser Straße 12 Swinemünder Straße (Lage)                                                                                          | Oberstufen-Schulzentrum Wedding                                                       | Zugang zum Keller |                                              |
| 09030314 | Putbusser Straße 22 (Lage) | 167. und 175. Gemeindeschule                                                          | Schulgebäude, 1889–1892 von Hermann Blankenstein, Arthur Müller und Fritz Haack                                                                            |                                              |
| 09030314 | Putbusser Straße 22 (Lage) | 167. und 175. Gemeindeschule                                                          | Turnhalle |                                              |
| 09030314 | Putbusser Straße 22 (Lage) | 167. und 175. Gemeindeschule                                                          | Lehrerwohnhaus | Gemeindeschule Putbusser Straße              |
| 09030315 | Ravenéstraße 11–12 (Lage) | 70. und 202. Gemeindeschule                                                           | 1897–1898 von Hermann Blankenstein und Paul Hesse | Gemeindeschule                               |
| 09030315 | Ravenéstraße 11–12 (Lage) | 70. und 202. Gemeindeschule                                                           | Lehrerwohnhaus |                                              |
| 09030324 | Stralsunder Straße 57 (Lage) | Ernst-Reuter-Gesamtschule                                                             | 3 Klassentrakte, 1952–1955 und 1957–1958 von Kleinert und Heinz-Bolko Müller                                                                               |                                              |
| 09030324 | Stralsunder Straße 57 (Lage) | Ernst-Reuter-Gesamtschule                                                             | Hauptgebäude, 1952–1955 und 1957–1958 von Kleinert und Heinz-Bolko Müller                                                                                  |                                              |
| 09030325 | Strelitzer Straße 41–42 (Lage) | 207. und 210. Gemeindeschule                                                          | 1895–1896 von Hermann Blankenstein und M. Karchow |                                              |
| 09030325 | Strelitzer Straße 41–42 (Lage) | 207. und 210. Gemeindeschule                                                          | Lehrerwohnhaus | Gemeindeschule                               |
| 09030332 | Usedomer Straße 24 Jasmunder Straße 2–2A Wattstraße 22–24 (Lage)                                                                       | ABOAG-Verwaltungsgebäude & Autobusbetriebshof                                         | Autobushalle, 1929–1930 von Franz Ahrens |                                              |
| 09030332 | Usedomer Straße 24 Jasmunder Straße 2–2A Wattstraße 22–24 (Lage)                                                                       | ABOAG-Verwaltungsgebäude & Autobusbetriebshof                                         | Werkstatt- und Personalgebäude, 1910–1912 von Franz Ahrens                                                                                                 |                                              |
| 09030332 | Usedomer Straße 24 Jasmunder Straße 2–2A Wattstraße 22–24 (Lage)                                                                       | ABOAG-Verwaltungsgebäude & Autobusbetriebshof                                         | Verwaltungsbau, 1910–1912 von Franz Ahrens |                                              |
| 09030334 | Wattstraße 11–13 Usedomer Straße 4, 7 Voltastraße (Lage)                                                                               | Hermann Meyer AG                                                                      | Gewerbehof, 1901–1902 von Kurt Berndt, 1958 von Karl Werner Kunkel                                                                                         |                                              |
| 09030334 | Wattstraße 11–13 Usedomer Straße 4, 7 Voltastraße (Lage)                                                                               | Hermann Meyer AG                                                                      | Verwaltungsgebäude, 1955–1957 von Paul Schwebes und Karl Werner Kunkel                                                                                     |                                              |
| 09030334 | Wattstraße 11–13 Usedomer Straße 4, 7 Voltastraße (Lage)                                                                               | Hermann Meyer AG                                                                      | Schlachthauskeller, nach 1870 von August Orth |                                              |
| 09030335 | Wiesenstraße 55 (Lage) | Wiesenburg, Asyl für Obdachlose                                                       | Männerasyl, 1895–1896 von Georg Toebelmann | Wiesenburg                                   |
| 09030335 | Wiesenstraße 55 (Lage) | Wiesenburg, Asyl für Obdachlose                                                       | Frauenasyl, 1905–1907 von Georg Toebelmann |                                              |
| 09030336 | Wollankstraße 66 (Lage) | Tor, Kirchhofsverwaltung, Kapelle und Wandgrabmale auf dem St. Elisabeth-Kirchhof II  | Tor und Friedhofsverwaltung, um 1875 von Gustav Erdmann | Tor auf dem St. Elisabeth-Kirchhof II        |
| 09030336 | Wollankstraße 66 (Lage) | Tor, Kirchhofsverwaltung, Kapelle und Wandgrabmale auf dem St. Elisabeth-Kirchhof II  | Kapelle, 1875–1876 von Gustav Erdmann |                                              |
| 09030336 | Wollankstraße 66 (Lage) | Tor, Kirchhofsverwaltung, Kapelle und Wandgrabmale auf dem St. Elisabeth-Kirchhof II  | Erbbegräbnisstätte Familie Paul Hannemann |                                              |
| 09030336 | Wollankstraße 66 (Lage) | Tor, Kirchhofsverwaltung, Kapelle und Wandgrabmale auf dem St. Elisabeth-Kirchhof II  | Erbbegräbnisstätte Familie Gustav Römer |                                              |
| 09030336 | Wollankstraße 66 (Lage) | Tor, Kirchhofsverwaltung, Kapelle und Wandgrabmale auf dem St. Elisabeth-Kirchhof II  | Erbbegräbnisstätte Familie August Hirsch |                                              |
| 09030336 | Wollankstraße 66 (Lage) | Tor, Kirchhofsverwaltung, Kapelle und Wandgrabmale auf dem St. Elisabeth-Kirchhof II  | Erbbegräbnisstätte Familie Karl Friedrich Hensel |                                              |
| 09030337 | Zechliner Straße 4 (Lage) | 292. und 299. Gemeindeschule (Carl-Kraemer-Grundschule & Peter-Henlein-Hauptschule)   | Schulgebäude, 1913–1914 von Ludwig Hoffmann, Heyne und Reifland                                                                                            |                                              |
| 09030337 | Zechliner Straße 4 (Lage) | 292. und 299. Gemeindeschule (Carl-Kraemer-Grundschule & Peter-Henlein-Hauptschule)   | Lehrerwohnhaus, 1913–1914 von Ludwig Hoffmann, Heyne und Reifland                                                                                          | Gesundbrunnen Zechliner Straße-002.JPG       |
| 09030338 | Zechliner Straße 5–5B, 8–8B, 10–10A Fordoner Straße 1, 3–9, 11 Heubuder Straße 3/9 Koloniestraße 44–46 Stockholmer Straße 24–27 (Lage) | Wohnanlage Brunnenhof                                                                 | 4 Bestandteile: Wohnzeile, Koloniestraße, 1925–1930 von Rudolf Maté                                                                                        |                                              |
| 09030338 | Zechliner Straße 5–5B, 8–8B, 10–10A Fordoner Straße 1, 3–9, 11 Heubuder Straße 3/9 Koloniestraße 44–46 Stockholmer Straße 24–27 (Lage) | Wohnanlage Brunnenhof                                                                 | Wohnzeile, Zechliner Straße |                                              |
| 09030338 | Zechliner Straße 5–5B, 8–8B, 10–10A Fordoner Straße 1, 3–9, 11 Heubuder Straße 3/9 Koloniestraße 44–46 Stockholmer Straße 24–27 (Lage) | Wohnanlage Brunnenhof                                                                 | Wohnzeile, Fordoner Straße |                                              |
| 09030338 | Zechliner Straße 5–5B, 8–8B, 10–10A Fordoner Straße 1, 3–9, 11 Heubuder Straße 3/9 Koloniestraße 44–46 Stockholmer Straße 24–27 (Lage) | Wohnanlage Brunnenhof                                                                 | Wohnblock, Heubuderstraße |                                              |

## Baudenkmale
| Nr.      | Lage                                                             | Offizielle Bezeichnung                                                                                                   | Beschreibung                                                                                       | Bild                                                                       |
| -------- | ---------------------------------------------------------------- | --- | -------------------------------------------------------------------------------------------------- | -------------------------------------------------------------------------- |
| 09030340 | Ackerstraße 76 Feldstraße Hussitenstraße Max-Urich-Straße (Lage) | AEG-Apparatefabrik | Bauteil Feldstraße, 1894–1907 von Franz Schwechten und Paul Tropp                                  | AEG-Apparatefabrik Feldstraße                                              |
| 09030340 | Ackerstraße 76 Feldstraße Hussitenstraße Max-Urich-Straße (Lage) | AEG-Apparatefabrik | Bauteil Hussitenstraße                                                                             | AEG-Apparatefabrik Hussitenstraße                                          |
| 09030340 | Ackerstraße 76 Feldstraße Hussitenstraße Max-Urich-Straße (Lage) | AEG-Apparatefabrik | Kesselhaus                                                                                         |                                                                            |
| 09030340 | Ackerstraße 76 Feldstraße Hussitenstraße Max-Urich-Straße (Lage) | AEG-Apparatefabrik | Flachbau                                                                                           |                                                                            |
| 09030341 | Ackerstraße 94 (Lage)                                            | Mietshaus | 1856–1857 von L. Meyer und J. L. Stange                                                            |                                                                            |
| 09030344 | Badstraße Buttmannstraße (Lage)                                  | Öffentlicher Straßenbrunnen Bestandteil des Ensembles: Zentrum Gesundbrunnen                                             | nach 1892 von Otto Stahn                                                                           |                                                                            |
| 09030346 | Badstraße 20 (Lage)                                              | Bankverein Gesundbrunnen                                                                                                 | Mietshaus, 1908–1909 von Johannes Kraaz                                                            | Bankverein Gesundbrunnen                                                   |
| 09030166 | Badstraße 33 (Lage)                                              | Mietshaus Bestandteil des Ensembles: Zentrum Gesundbrunnen                                                               | Vorderhaus, 1882–1883 von Carl Galuschki                                                           |                                                                            |
| 09030166 | Badstraße 33 (Lage)                                              | Mietshaus Bestandteil des Ensembles: Zentrum Gesundbrunnen                                                               | Seitenflügel, 1890–1893                                                                            |                                                                            |
| 09030166 | Badstraße 33 (Lage)                                              | Mietshaus Bestandteil des Ensembles: Zentrum Gesundbrunnen                                                               | Remise, 1893, umgebaut 1899–1901                                                                   |                                                                            |
| 09030169 | Badstraße 35, 36, 39 (Lage)                                      | Marienbad Bestandteil des Ensembles: Zentrum Gesundbrunnen                                                               | Mietshaus, 1874–1875                                                                               |                                                                            |
| 09030169 | Badstraße 35, 36, 39 (Lage)                                      | Marienbad Bestandteil des Ensembles: Zentrum Gesundbrunnen                                                               | Vestibül, 1888 von Carl Galuschki                                                                  | Luisenbad                                                                  |
| 09030169 | Badstraße 35, 36, 39 (Lage)                                      | Marienbad Bestandteil des Ensembles: Zentrum Gesundbrunnen                                                               | Comptoir, um 1900 von Carl Galuschki                                                               |                                                                            |
| 09030169 | Badstraße 35, 36, 39 (Lage)                                      | Marienbad Bestandteil des Ensembles: Zentrum Gesundbrunnen                                                               | Kaffee-Küche, 1905 von Carl Galuschki                                                              | Luisenbad                                                                  |
| 09030169 | Badstraße 35, 36, 39 (Lage)                                      | Marienbad Bestandteil des Ensembles: Zentrum Gesundbrunnen                                                               | Wohn- und Geschäftshaus Badstraße 35, 1904–1905 von Carl Galuschki und Emil Galuschky              |                                                                            |
| 09030171 | Badstraße 38 (Lage)                                              | Luisenhaus Bestandteil des Ensembles: Zentrum Gesundbrunnen                                                              | 1892–1893 von Carl Galuschki, Umbau 1906–1907                                                      | Badstraße Luisenhaus                                                       |
| 09030172 | Badstraße 40, 41 (Lage)                                          | Mietshaus Arnheim Bestandteil des Ensembles: Zentrum Gesundbrunnen                                                       | 1892–1893 von Wilhelm Martens                                                                      | Wohnhaus Badstraße 40–41                                                   |
| 09030173 | Badstraße 40A (Lage)                                             | Panke-Mühle Bestandteil des Ensembles: Zentrum Gesundbrunnen                                                             | 1843–1844                                                                                          | Panke-Mühle                                                                |
| 09030176 | Badstraße 45–46 Buttmannstraße 1–1A (Lage)                       | Mietshaus Bestandteil des Ensembles: Zentrum Gesundbrunnen                                                               | 1889 von Carl Bonne                                                                                |                                                                            |
| 09030179 | Badstraße 50, 51 (Lage)                                          | Ev. St.-Pauls-Kirche Bestandteil des Ensembles: Zentrum Gesundbrunnen                                                    | Pfarrkirche, 1832–1835 von Karl Friedrich Schinkel, Wiederaufbau 1952–1957 von Hans Wolff-Grohmann | St. Pauls-Kirche                                                           |
| 09030179 | Badstraße 50, 51 (Lage)                                          | Ev. St.-Pauls-Kirche Bestandteil des Ensembles: Zentrum Gesundbrunnen                                                    | Gemeindehaus mit Brauthalle, 1910–1911 von Johannes Kraaz                                          |                                                                            |
| 09030179 | Badstraße 50, 51 (Lage)                                          | Ev. St.-Pauls-Kirche Bestandteil des Ensembles: Zentrum Gesundbrunnen                                                    | Glockenturm, 1889–1890 von Max Spitta                                                              |                                                                            |
| 09030179 | Badstraße 50, 51 (Lage)                                          | Ev. St.-Pauls-Kirche Bestandteil des Ensembles: Zentrum Gesundbrunnen                                                    | Kriegerdenkmal, 1872 von Pfaffenberg, verändert 1929                                               |                                                                            |
| 09030348 | Bastianstraße 6 (Lage)                                           | U-Bahn-Umformerwerk | 1928–1930 von Alfred Grenander und Alfred Warthmüller                                              |                                                                            |
| 09030349 | Bellermannstraße 72–78 Eulerstraße 1–1A (Lage)                   | Wohnanlage | 1927–1929 von Rudolf Fränkel                                                                       | Wohnanleg Bellermannstraße                                                 |
| 09030350 | Bellermannstraße 91 (Lage)                                       | Kath. St.-Petrus-Kirche                                                                                                  | 1906–1908 von Hermann Bunning                                                                      | St.-Petrus-Kirche                                                          |
| 09030351 | Biesentaler Straße 2 (Lage)                                      | Mietshaus | 1874–1875 von Carl August Engel                                                                    |                                                                            |
| 09030352 | Biesentaler Straße 3 (Lage)                                      | Mietshaus | 1874 von Carl August Engel                                                                         |                                                                            |
| 09030353 | Biesentaler Straße 4 (Lage)                                      | Mietshaus | 1875 von Gustav Reiche                                                                             |                                                                            |
| 09030354 | Biesentaler Straße 8 (Lage)                                      | Mietshaus | 1873–1874 von M. Hoffmann                                                                          |                                                                            |
| 09030355 | Biesentaler Straße 10 (Lage)                                     | Mietshaus und Remise | 1874 von H. Eicke                                                                                  |                                                                            |
| 09030355 | Biesentaler Straße 10 (Lage)                                     | Mietshaus und Remise | Remise                                                                                             |                                                                            |
| 09030356 | Biesentaler Straße 11 (Lage)                                     | Mietshaus | 1876 von M. Hoffmann                                                                               |                                                                            |
| 09030357 | Biesentaler Straße 19 (Lage)                                     | Mietshaus | 1873–1874 von Carl August Engel (?)                                                                |                                                                            |
| 09030358 | Bornholmer Straße (Lage)                                         | Hindenburgbrücke (Bösebrücke, Bornholmer Brücke) Grenzüberschreitend: Liste der Kulturdenkmale in Berlin-Prenzlauer Berg | 1912–1916 von Friedrich Krause, F. Hedde, Sievers, Behrens, Pohl, Marcus und Heinzel               | Bösebrücke                                                                 |
| 09030358 | Bornholmer Straße (Lage)                                         | Hindenburgbrücke (Bösebrücke, Bornholmer Brücke) Grenzüberschreitend: Liste der Kulturdenkmale in Berlin-Prenzlauer Berg | Treppenanlagen von Richard Wolffenstein                                                            |                                                                            |
| 09030359 | Böttgerstraße 14 (Lage)                                          | Ringbahn-Schaltwerk | 1927–1928, 1935 von Richard Brademann                                                              |                                                                            |
| 09030361 | Brunnenplatz 1 (Lage)                                            | Amtsgericht Wedding | 1901–1906 von Paul Thoemer und Rudolf Mönnich (siehe auch Gartendenkmal Brunnenplatz)              | Amtsgericht Wedding                                                        |
| 09030362 | Brunnenstraße (Lage)                                             | U-Bahnhof Voltastraße | 1914–1915 von Peter Behrens (?), 1929–1930 von Alfred Grenander                                    | U-Bahnhof Voltastraße                                                      |
| 09030362 | Brunnenstraße (Lage)                                             | U-Bahnhof Voltastraße | Eingänge                                                                                           | U-Bahnhof Voltastraße                                                      |
| 09030363 | Brunnenstraße 115 (Lage)                                         | Mietshaus | 1885 von Hugo Maaß und De Vries                                                                    |                                                                            |
| 09030368 | Eulerstraße 19A–B (Lage)                                         | Mietshaus | 1954–1955 von Hans Hoffmann                                                                        |                                                                            |
| 09030369 | Feldstraße 4 (Lage)                                              | Pfarrhaus St. Sebastian                                                                                                  | 1912–1913 von Albert Weber                                                                         | Pfarrhaus St. Sebastian                                                    |
| 09030374 | Gartenplatz (Lage)                                               | Kath. St. Sebastian-Kirche                                                                                               | 1890–1893 von Max Hasak                                                                            | St. Sebastian-Kirche                                                       |
| 09030377 | Gerichtstraße 27 (Lage)                                          | Schering AG, Medizinische Akademie IB Hochschule                                                                         | 1910–1912                                                                                          | Innenhof der IB Hochschule                                                 |
| 09030200 | Graunstraße 31 (Lage)                                            | Kath. St. Afra-Stift mit Kirche Bestandteil des Ensembles: Graunstraße                                                   | 1897–1898 von Carl Moritz und Welz                                                                 | Kath. St. Afra-Stift mit Kirche                                            |
| 09030200 | Graunstraße 31 (Lage)                                            | Kath. St. Afra-Stift mit Kirche Bestandteil des Ensembles: Graunstraße                                                   | 1897–1898 von Carl Moritz und Welz                                                                 | Kath. St. Afra-Stift mit Kirche                                            |
| 09030383 | Gustav-Meyer-Allee 2 (Lage)                                      | Ev. Himmelfahrtkirche mit Gemeindehaus, ehemals Himmelfahrt-Kirchengemeinde, Kirchengemeinde am Humboldthain             | 1954–1956 von Otto Bartning (siehe auch Gartendenkmal Volkspark Humboldthain)                      | Ev. Himmelfahrtkirche mit Gemeindehaus                                     |
| 09030339 | Humboldthain (Lage)                                              | Kleingleichrichterwerk an der Bahntrasse                                                                                 | 1928 von Richard Brademann                                                                         |                                                                            |
| 09030384 | Hussitenstraße 4 (Lage)                                          | Wohnanlage Versöhnungs-Privat-Straße                                                                                     | 1903–1904 von Ernst Schwartzkopff                                                                  |                                                                            |
| 09030385 | Kattegatstraße 5 (Lage)                                          | Mietshaus mit Remise | 1892–1893 von H. Enden                                                                             |                                                                            |
| 09030385 | Kattegatstraße 5 (Lage)                                          | Mietshaus mit Remise | Remise                                                                                             |                                                                            |
| 09030386 | Koloniestraße 57 (Lage)                                          | Kolonistenhaus | 1782                                                                                               |                                                                            |
| 09030386 | Koloniestraße 57 (Lage)                                          | Kolonistenhaus | Leimsiederei, 1870                                                                                 |                                                                            |
| 09030386 | Koloniestraße 57 (Lage)                                          | Kolonistenhaus | Mietshaus, 1874–1875                                                                               |                                                                            |
| 09030387 | Koloniestraße 116 (Lage)                                         | Mietshaus | 1872–1873 von C. Krämer                                                                            |                                                                            |
| 09097868 | Nauener Platz Schulstraße (Lage)                                 | U-Bahnhof Nauener Platz Grenzüberschreitend: Liste der Kulturdenkmale in Berlin-Wedding                                  | 1969–1975, Eröffnung 1976, von Rainer Gerhard Rümmler                                              |                                                                            |
| 09097868 | Nauener Platz Schulstraße (Lage)                                 | U-Bahnhof Nauener Platz Grenzüberschreitend: Liste der Kulturdenkmale in Berlin-Wedding                                  | Oberirdische Eingänge                                                                              |                                                                            |
| 09030409 | Nordbahnstraße 9 Sternstraße 15 (Lage)                           | Mietshaus mit Gartenpavillon                                                                                             | 1896 von Paul Ueberholz                                                                            |                                                                            |
| 09030409 | Nordbahnstraße 9 Sternstraße 15 (Lage)                           | Mietshaus mit Gartenpavillon                                                                                             | Gartenpavillon                                                                                     |                                                                            |
| 09030452 | Osloer Straße 16–17 Prinzenallee 71 (Lage)                       | Abspannwerk Christiania                                                                                                  | 1928–1929 von Hans Heinrich Müller                                                                 |                                                                            |
| 09030412 | Osloer Straße 94–98 (Lage)                                       | Wohnanlage | 1927–1928 von Mebes & Emmerich                                                                     |                                                                            |
| 09030184 | Osloer Straße 102 (Lage)                                         | Tresorfabrik S. J. Arnheim Bestandteil des Ensembles: Zentrum Gesundbrunnen                                              | Fabrikschlosserei, 1892–1893, 1897–1898 von Th. Siems                                              |                                                                            |
| 09030184 | Osloer Straße 102 (Lage)                                         | Tresorfabrik S. J. Arnheim Bestandteil des Ensembles: Zentrum Gesundbrunnen                                              | Shedhallen                                                                                         | Tresorfabrik Karl Arnheim                                                  |
| 09030413 | Osloer Straße 119 (Lage)                                         | Wohnhaus mit Vorgarten                                                                                                   | um 1865                                                                                            |                                                                            |
| 09030413 | Osloer Straße 119 (Lage)                                         | Wohnhaus mit Vorgarten                                                                                                   | Vorgarten                                                                                          |                                                                            |
| 09030414 | Pankstraße 47 (Lage)                                             | 32. Gemeindeschule | 1866 von Adolf Gerstenberg und Petersen                                                            | Gemeindeschule                                                             |
| 09030417 | Prinzenallee 39 Soldiner Straße 22–25 (Lage)                     | Ev. Stephanuskirche | 1902–1904 von Adolf Bürckner                                                                       | Stephanuskirche                                                            |
| 09030418 | Prinzenallee 78–79 (Lage)                                        | Brauerei Groterjan | 1928–1930 von Bruno Buch                                                                           | Brauerei Groterjan                                                         |
| 09030190 | Prinzenallee 83 Travemünder Straße 7 (Lage)                      | Rotes Schloß, Mietshaus Bestandteil des Ensembles: Zentrum Gesundbrunnen                                                 | 1888–1890 von Carl Galuschki                                                                       |                                                                            |
| 09030190 | Prinzenallee 83 Travemünder Straße 7 (Lage)                      | Rotes Schloß, Mietshaus Bestandteil des Ensembles: Zentrum Gesundbrunnen                                                 | Gewerbehof mit Werkstätten und Remisen, 1890–1897                                                  |                                                                            |
| 09030419 | Putbusser Straße (vor Nr. 5) (Lage)                              | Öffentlicher Straßenbrunnen                                                                                              | nach 1892 von Otto Stahn                                                                           | Gesundbrunnen Putbusser Straße 5 Wasserpumpe                               |
| 09030420 | Reinickendorfer Straße 58B (Lage)                                | Clara-Lange-Schucke-Stiftung                                                                                             | 1891–1892 von Bernhard Felisch                                                                     | Clara-Lange-Schucke-Stiftung                                               |
| 09030421 | Reinickendorfer Straße 59 (Lage)                                 | Stiftung Die Hospitäler zum Heiligen Geist und St. Georg                                                                 | 1895–1897 von Hermann Blankenstein, Gustav Erdmann und Richard Hoßfeld                             |                                                                            |
| 09030423 | Ruppiner Straße 28 (Lage)                                        | Friedenskirche | 1888–1891 von August Orth                                                                          | Friedenskirche                                                             |
| 09030424 | Schulstraße 98 (Lage)                                            | Altersversorgungsanstalt der Kaiser-Wilhelm- und Kaiserin-Augusta-Stiftung                                               | 1886–1887 von Hermann Blankenstein und Gustav Erdmann                                              | Altersversorgungsanstalt der Kaiser-Wilhelm- und Kaiserin-Augusta-Stiftung |
| 09030425 | Schwedenstraße 9 Tromsöer Straße 1 (Lage)                        | AEG-Telefunken-Gerätewerk                                                                                                | 1939–1941 von Ernst Ziesel                                                                         | AEG-Telefunken-Gerätewerk                                                  |
| 09030426 | Schwedenstraße 13 (Lage)                                         | Mietshaus | 1902–1903 von C. Eichholz                                                                          |                                                                            |
| 09030426 | Schwedenstraße 13 (Lage)                                         | Mietshaus | Quergebäude                                                                                        |                                                                            |
| 09030427 | Schwedenstraße 14–15 (Lage)                                      | Pferdeomnibus-Betriebshof                                                                                                | 1907–1908 von Franz Ahrens                                                                         |                                                                            |
| 09030434 | Stettiner Straße 26 (Lage)                                       | Mietshaus | 1863                                                                                               |                                                                            |
| 09030434 | Stettiner Straße 26 (Lage)                                       | Mietshaus | Seitenflügel, 1871, 1874                                                                           |                                                                            |
| 09030435 | Stettiner Straße 53 (Lage)                                       | Mietshaus | 1864 von G. Schmidt                                                                                | Stettiner Straße 53                                                        |
| 09030436 | Stettiner Straße 61 (Lage)                                       | Mietshaus | 1874–1875 von L. Meyer                                                                             |                                                                            |
| 09030437 | Stettiner Straße 62 (Lage)                                       | Mietshaus | 1874–1875 von L. Meyer                                                                             |                                                                            |
| 09030438 | Stettiner Straße 63 (Lage)                                       | Mietshaus | 1864 von L. Meyer                                                                                  |                                                                            |
| 09030439 | Stettiner Straße 64 (Lage)                                       | Mietshaus | 1870–1871 von F. Hagen                                                                             |                                                                            |
| 09030440 | Stettiner Straße 65 Badstraße 18 (Lage)                          | Mietshaus | 1851, umgebaut und erweitert 1885, 1888                                                            |                                                                            |
| 09030441 | Stockholmer Straße 4 (Lage)                                      | Feuerwache Stockholm | 1912–1913 von Ludwig Hoffmann, Georg Matzdorff, Lichthorn, Buchholz und Julius Gerecke             | Feuerwache Stockholm                                                       |
| 09030442 | Swinemünder Straße (Lage)                                        | Swinemünder Brücke | 1902–1905 von Friedrich Krause und F. Hedde                                                        | Swinemünder Brücke 1906                                                    |
| 09060113 | U-Bahnhof Pankstraße Badstraße (Lage)                            | U-Bahnhof Pankstraße | U-Bahnhof, 1973–1977 von Rainer G. Rümmler                                                         |                                                                            |
| 09060113 | U-Bahnhof Pankstraße Badstraße (Lage)                            | U-Bahnhof Pankstraße | Zivilschutzanlage, 1973–1977 von Rainer G. Rümmler                                                 |                                                                            |
| 09030454 | Volkspark Humboldthain (Lage)                                    | Öffentlicher Straßenbrunnen                                                                                              | nach 1892 von Stahn, aufgestellt 1978 (siehe auch Gartendenkmal Volkspark Humboldthain)            |                                                                            |
| 09030444 | Wiesenstraße (Lage)                                              | S-Bahnhof Humboldthain                                                                                                   | Empfangsgebäude, 1934–1935 von Richard Brademann                                                   | Bahnhof Berlin Humboldthain                                                |
| 09030444 | Wiesenstraße (Lage)                                              | S-Bahnhof Humboldthain                                                                                                   | Stellwerk und Übergang                                                                             | Bahnhof Berlin Humboldthain                                                |
| 09030444 | Wiesenstraße (Lage)                                              | S-Bahnhof Humboldthain                                                                                                   | S-Bahnsteig                                                                                        | Bahnhof Berlin Humboldthain                                                |
| 09030444 | Wiesenstraße (Lage)                                              | S-Bahnhof Humboldthain                                                                                                   | östliche Stützmauern am Bahneinschnitt, 1895 und westliche Böschung, um 1935                       | Bahnhof Berlin Humboldthain                                                |
| 09030445 | Wollankstraße 61D (Lage)                                         | Haus Römer | 1876–1877 von R. Liedtke                                                                           | Haus Römer                                                                 |
| 09030448 | Wollankstraße 75–83B, (Lage)                                     | Posadowsky-Häuser | 1905–1906 und 1910–1911 von Carl und Walter Koeppen                                                |                                                                            |
| 09030449 | Wollankstraße 96–96B (Lage)                                      | Wohnanlage | 1905–1907 von Carl und Walter Koeppen                                                              |                                                                            |
| 09030450 | Wriezener Straße 10–11 (Lage)                                    | Villa Schott | 1881, 1883 von L. Meyer                                                                            | Wriezener Straße 10–11 Villa Schott                                        |

## Gartendenkmale
| Nr.                | Lage                                                                                        | Offizielle Bezeichnung  | Beschreibung | Bild         |
| ------------------ | ------------------------------------------------------------------------------------------- | ----------------------- | --- | ------------ |
| 09046191           | Brunnenplatz Orthstraße Pankstraße Schönstedtstraße Thurneysserstraße (Lage)                | Stadtplatz              | 1906–1908 von Hermann Mächtig (?), Wiederherstellung 1949 von Günther Rieck, Umbau 1985–1987 von Michael Hennemann (siehe auch Baudenkmal Amtsgericht Wedding)                                                                              | Brunnenplatz |
| 09046192           | Brunnenstraße Gustav-Meyer-Allee Hussitenstraße (Lage)                                      | Volkspark Humboldthain  | 1869–1872 von Gustav Meyer, seit 1877 Ergänzungen von Hermann Mächtig u. a., 1948–1951 Neugestaltung von Günther Rieck (siehe auch Gesamtanlage AEG-Fabriken an der Brunnenstraße und Baudenkmale Ev. Himmelfahrtkirche und Straßenbrunnen) |              |
| 09046192           | Brunnenstraße Gustav-Meyer-Allee Hussitenstraße (Lage)                                      | Volkspark Humboldthain  | Rosengarten |              |
| 09046192           | Brunnenstraße Gustav-Meyer-Allee Hussitenstraße (Lage)                                      | Volkspark Humboldthain  | Reste der Flakbunker, 1941–1942 von Friedrich Tamms |              |
| 09046192           | Brunnenstraße Gustav-Meyer-Allee Hussitenstraße (Lage)                                      | Volkspark Humboldthain  | Mahnmal der Einheit Deutschlands, 1967 von Arnold Schatz |              |
| 09046192           | Brunnenstraße Gustav-Meyer-Allee Hussitenstraße (Lage)                                      | Volkspark Humboldthain  | Gedenkstele für Alexander von Humboldt, 1952 von Karl Wenke |              |
| 09046192           | Brunnenstraße Gustav-Meyer-Allee Hussitenstraße (Lage)                                      | Volkspark Humboldthain  | Bronzegruppe Jagende Nymphe, 1927 von Walter Schott |              |
| 09030032 (03/2025) | Swinemünder Straße 34–37 Demminer Straße 14–15 Wolliner Straße 34–37 Vinetaplatz 5–6 (Lage) | Gartenhof und Vorgärten | 1982 von Elisabeth und Joachim Kutschera |              |

## Bodendenkmale
| Nr.      | Lage                     | Offizielle Bezeichnung                       | Beschreibung | Bild |
| -------- | ------------------------ | -------------------------------------------- | ------------ | ---- |
| 09031271 | Osloer Straße 118 (Lage) | Ziegelsteinbrunnen mit stählernem Pumpenrohr | Neuzeit      |      |

## Ehemalige Denkmale
| Nr.      | Lage                      | Offizielle Bezeichnung           | Beschreibung | Bild                        |
| -------- | ------------------------- | -------------------------------- | --- | --------------------------- |
| 09030382 | Gustav-Meyer-Allee (Lage) | Bedürfnisanstalt am Humboldthain | um 1880; 1998 eingerüstet und einige Jahre später abgetragen und seither nicht wiederaufgestellt, 11/2024 von Denkmalliste gestrichen | siehe surveyor.in-berlin.de |